# 马德利茨-维尔默斯多夫
马德利茨-维尔默斯多夫（德語：Madlitz-Wilmersdorf）是德国勃兰登堡州的一个旧市镇。該旧市鎮的总面积為45.11平方公里，总人口（2011年）達706人，其中男性361人，女性345人，人口密度為16人/平方公里。